# God on Trial
God on Trial is een Britse televisiefilm uit 2008 onder regie van Andy De Emmony en geschreven door Frank Cottrell Boyce. De film gaat over Joodse gevangenen in Auschwitz gedurende de Tweede Wereldoorlog die een rechtszaak voeren tegen God in absentia. God staat hierin terecht wegens het verbreken van de beloftes uit het Verbond van God met het Joodse volk zoals beschreven in de Hebreeuwse Bijbel. Zij beschouwen Gods inactiviteit gedurende de Holocaust als een vorm van contractbreuk. Tijdens deze rechtszaak komen onder andere het theodicee-vraagstuk en achtergrondverhalen van verschillende personages naar voren.
De film is gebaseerd op een gebeurtenis die is beschreven door Elie Wiesel in diens boek The Trial of God. Volgens Wiesel hebben drie Joodse gevangenen onderling in Auschwitz een rechtszaak tegen God gehouden. De film werd geproduceerd en op 3 september 2008 uitgezonden door de BBC, met steun van de Amerikaanse PBS.
God on Trial werd genomineerd voor een BAFTA Award voor het geluid en voor de Satellite Award voor beste televisiefilm.

## Rolverdeling
- Josef Altin - Isaac
- Dominic Cooper - Moche
- Lorcan Cranitch - Blockaltester
- Stephen Dillane - Schmidt
- Rupert Graves - Mordechai
- David de Keyser - Hugo
- Eddie Marsan - Lieble
- Andre Oumansky - Jacob
- Blake Ritson - Idek
- Jack Shepherd - Kuhn
- Antony Sher - Akiba
- Stellan Skarsgård - Baumgarten
- René Zagger - Ezra